# Synagoga v Bechyni
Bývalá synagoga v Bechyni se nachází v Široké ulici jako čp. 47. Vystavěna byla u městských hradeb na počátku 70. let 19. století. Je chráněna jako kulturní památka České republiky.
Od roku 2006 slouží jako Muzeum turistiky, na horní ženské galerii je možné zhlédnout historii židovských obcí na Bechyňsku.

## Další fotografie

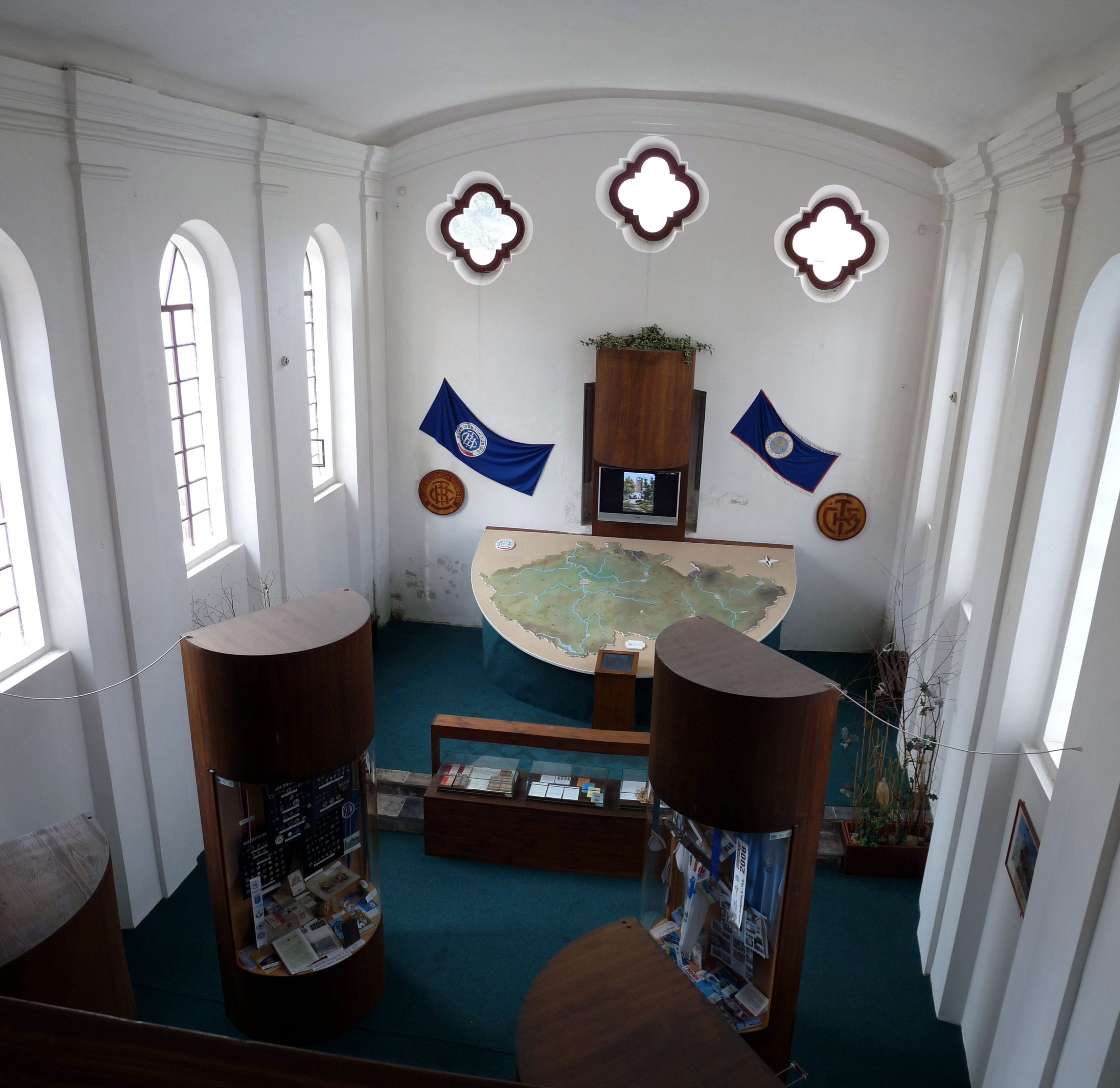
Interiér – pohled k svatostánku
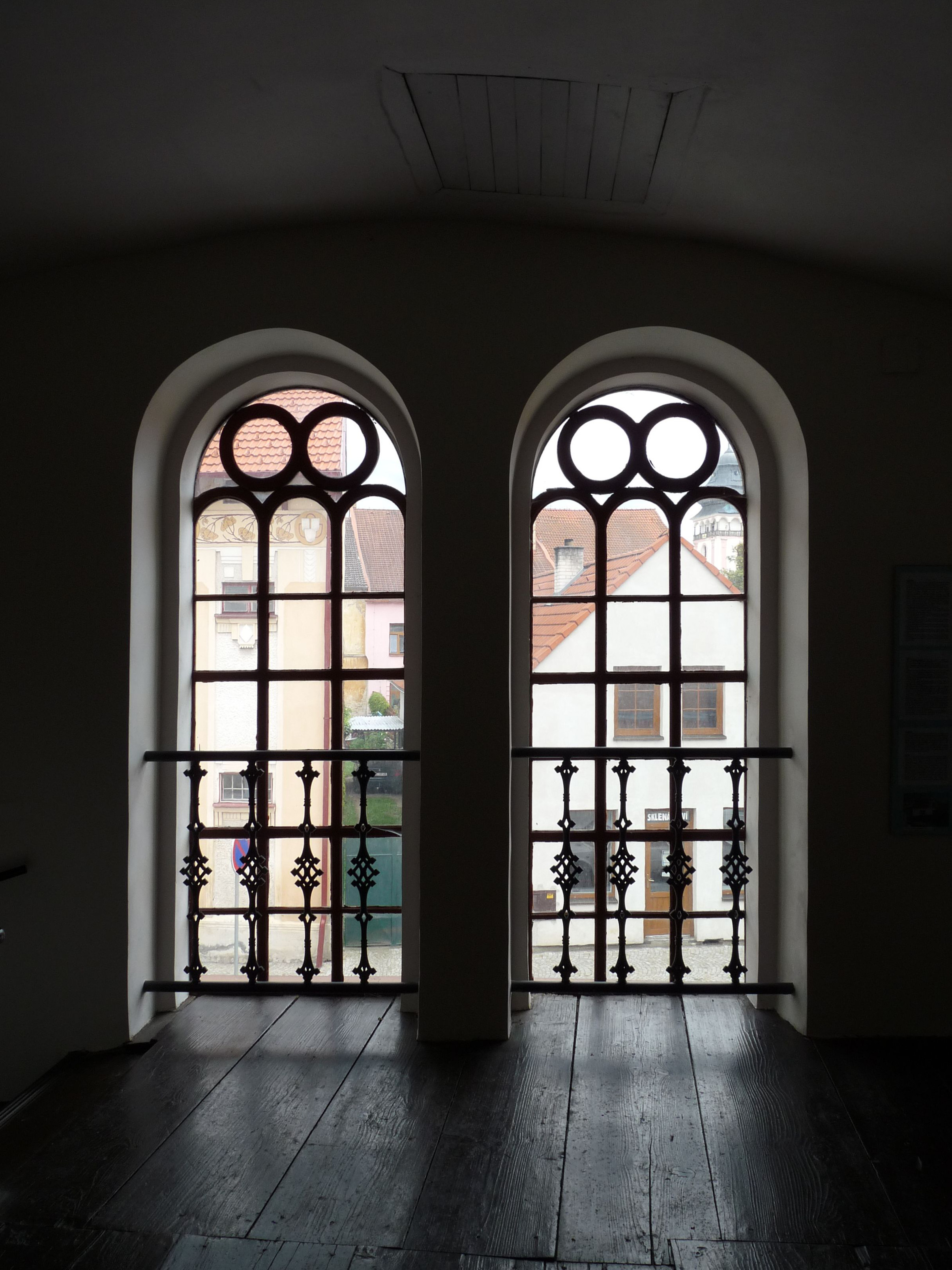
Průhled okny v patře
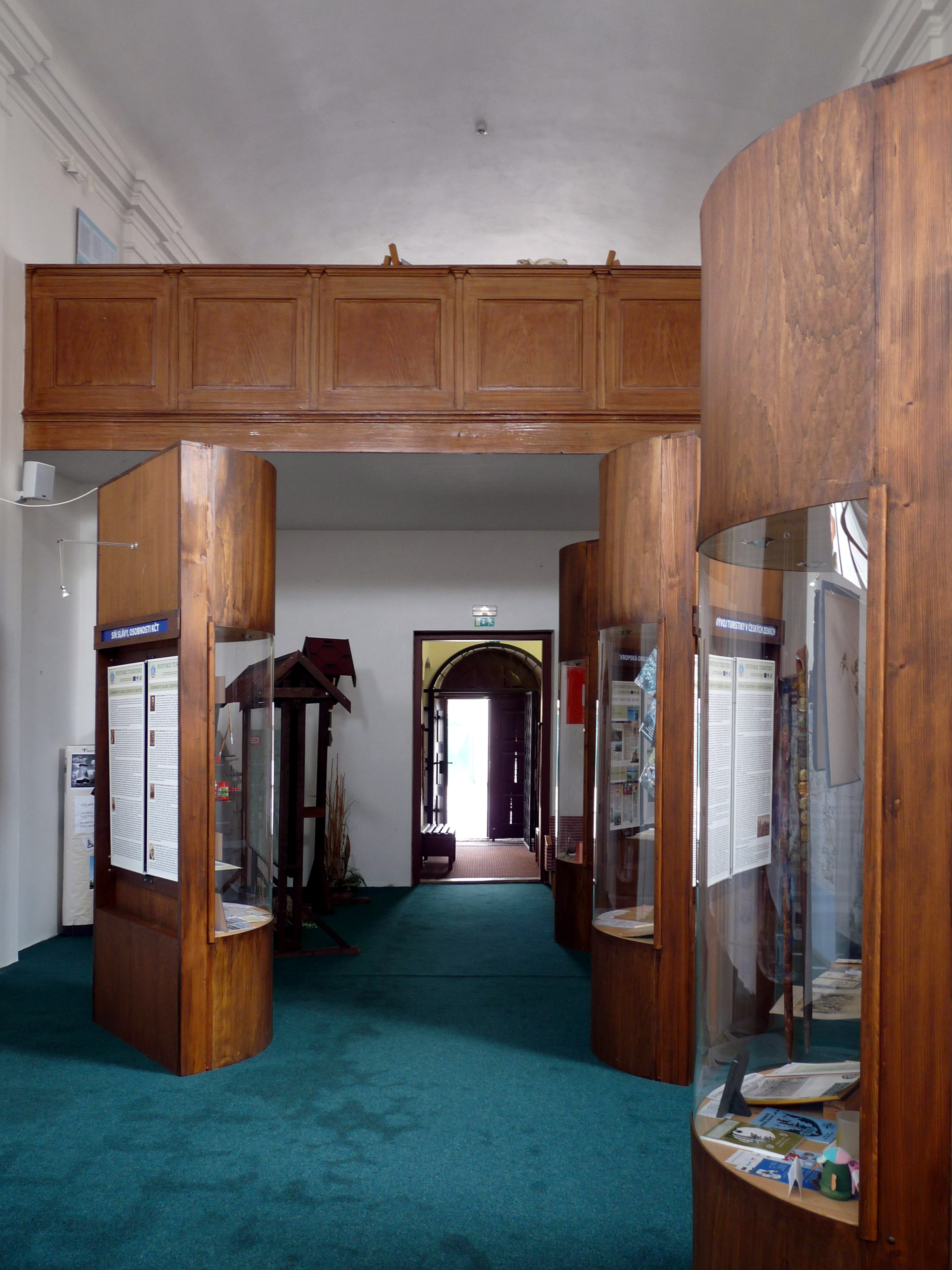
Výstavní panely muzea
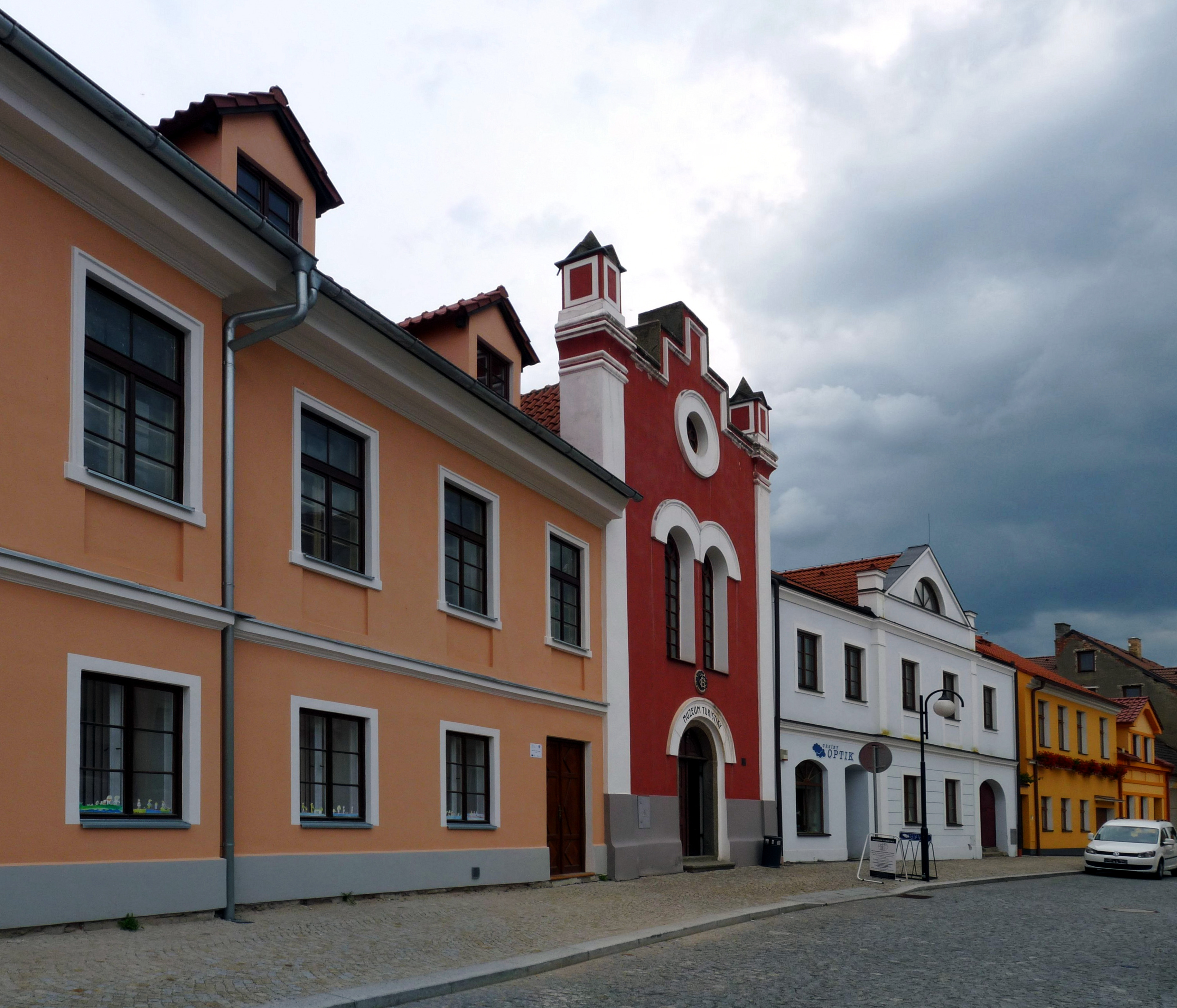
Budova v Široké ulici